# Parábola do juiz iníquo

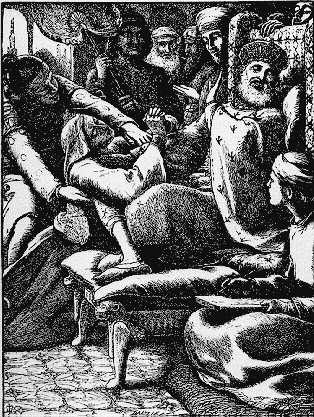
Parábola do Juiz Iníquo
1863. Ilustração por John Everett Millais para o livro The Parables of Our Lord.

A Parábola do Juiz Iníquo (também conhecida como a Parábola da Viúva Inoportuna) é uma das bem conhecidas parábolas de Jesus, apesar de aparecer em apenas um dos evangelhos canônicos. De acordo com o Lucas 18:1–8, um juiz que é, ao mesmo tempo sem religião e sem compaixão, finalmente concorda em fazer justiça a uma viúva pobre porque ela é muito persistente em suas demandas.
Esta parábola demonstra a necessidade de orar e nunca desistir. Encontra-se imediatamente antes da Parábola do Fariseu e do Publicano (também sobre oração) e é semelhante à Parábola do Amigo Inoportuno.

## Narrativa bíblica
| “ | «Propôs-lhes Jesus uma parábola para mostrar que deviam orar sempre e nunca desanimar, dizendo: Havia em certa cidade um juiz que não temia a Deus e nem respeitava os homens. Havia também naquela mesma cidade uma viúva que vinha constantemente ter com ele, dizendo: Defende-me do meu adversário. Ele por algum tempo não a queria atender; mas depois disse consigo: Se bem que eu não tema a Deus nem respeite os homens; todavia como esta viúva me incomoda, julgarei a sua causa, para que ela não continue a molestar-me com as suas visitas. Ouvi, acrescentou o Senhor, o que disse este juiz injusto. Não fará Deus justiça aos seus escolhidos, que a ele clamam dia e noite, embora seja demorado em defendê-los? Digo-vos que bem depressa lhes fará justiça. Contudo quando vier o Filho do homem, achará, porventura, fé na terra?» (Lucas 18:1–8) | ” |

## Interpretação
O formato da parábola demonstra a necessidade de sempre orar e nunca desistir, pois se até mesmo um juiz injusto acabará por ouvir, Deus é muito mais rápido a fazê-lo. A Parábola do Amigo Inoportuno tem um significado semelhante.
Joel B. Green vê nesta parábola um comando para que não se perca o ânimo, à luz do tom escatológico de Lucas 17:20–37 e também um eco do deuterocanônico Sirácida:
| “ | Porque o Senhor é juiz que não faz diferença entre as pessoas. Ele não dá preferência a ninguém contra o pobre. Pelo contrário, atende a súplica do oprimido. Ele não despreza a súplica do órfão, nem a viúva que desafoga as suas queixas. Será que as lágrimas da viúva não lhe descem pela face, e o seu grito não se levanta contra quem a faz chorar? Quem serve o Senhor será recebido com benevolência, e a sua súplica chegará até às nuvens. A súplica do pobre penetra as nuvens, e ele não sossega, enquanto ela lá não chegar. Ele não desiste, até que o Altíssimo intervenha para fazer justiça aos justos e realize o julgamento. | ” |
|   | — Sirácida 35:12-18. |   |